# Ciclón Larry
El ciclón tropical severo Larry fue un ciclón tropical que tocó tierra en Australia durante la temporada de ciclones tropicales en el hemisferio sur de 2005–06. Larry se originó como un sistema de baja presión sobre el este del Mar de Coral el 16 de marzo de 2006 y fue monitoreado por la Oficina Australiana de Meteorología en Brisbane, Australia. El área de baja presión se organizó en un ciclón tropical dos días después y rápidamente se fortaleció en una tormenta de categoría 4 en la escala de ciclones tropicales de Australia. Larry tocó tierra en el extremo norte de Queensland, cerca de Innisfail, el 20 de marzo , como un ciclón tropical de categoría 4 en la escala australiana, con ráfagas de viento que alcanzaron los 240 km/h (150 mph), antes de disiparse sobre la tierra varios días después.
En todo Queensland, el ciclón Larry provocó daños por aproximadamente 1.500 millones de dólares australianos (1.100 millones de dólares estadounidenses). En ese momento, esto convirtió a Larry en el ciclón tropical más costoso que jamás haya afectado a Australia; superando al ciclón Tracy en 1974 (sin tener en cuenta la inflación).

## Historia meteorológica
Larry comenzó como un sistema de baja presión sobre el este del Mar de Coral que fue monitoreado por la Bureau de Meteorología de Australia desde el 16 de marzo de 2006. Se convirtió en un ciclón tropical a 1.150 kilómetros (710 millas) de la costa de Queensland, Australia, el 18 de marzo. Larry era un ciclón de categoría 2 en la escala de intensidad de Australia cuando comenzó la vigilancia de ciclones, y gradualmente se intensificó hasta convertirse en un ciclón de categoría 5 alto en esa escala. El ojo de Larry cruzó la costa entre Gordonvale y Tully entre las 6:20 a. m. y las 7:20 a. m. AEST el 20 de marzo. Según datos preliminares, los vientos pueden haber alcanzado los 290 kilómetros por hora (180 mph) con ráfagas de 310–320 km/h (190-200 mph). Sin embargo, un nuevo análisis basado en observaciones terrestres indicó que el ciclón Larry fue un ciclón de categoría 4 durante el aterrizaje, ya que se estimó que las ráfagas de viento alcanzaron los 240 km/h (150 mph) en el área de impacto.

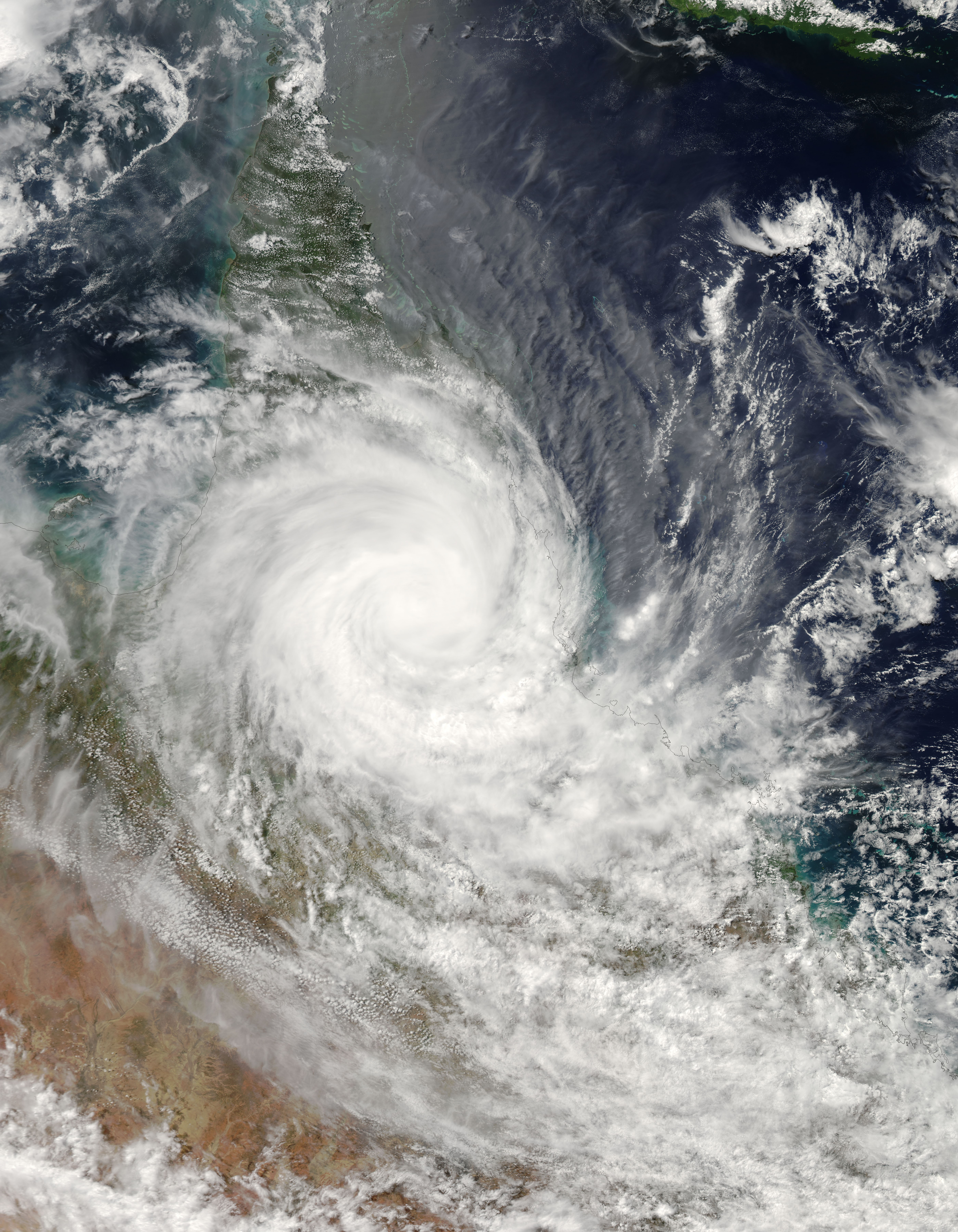
Larry tocando tierra en la costa de Queensland

La escala de intensidad australiana se basa en ráfagas de viento máximas, que se estima que son un 40 por ciento superiores a los vientos sostenidos de 10 minutos. En esta escala, Larry alcanzó su punto máximo como un ciclón de categoría 5, cuando tocó tierra. En la escala de huracanes de Saffir-Simpson, la velocidad máxima del viento de 1 minuto asignada al ciclón por el Centro Conjunto de Advertencia de Tifones lo define como una tormenta equivalente a categoría 4. Con base en las velocidades de los vientos estimadas necesarias para destruir estructuras simples, un estudio de daños de edificios en la región de Innisfail estimó las velocidades máximas de las ráfagas de viento (en referencia a un campo abierto plano a una altura de 10 metros (33 pies)) en toda el área de estudio en un rango 180 a 300 kilómetros por hora (110 a 190 mph). Esta estimación se correlaciona con el nuevo análisis de la Bureau de Meteorología del ciclón Larry al tocar tierra. Sus revisiones de datos sugieren que Larry era un sistema de categoría 5 cuando cruzó la costa. La Bureau de Meteorología confirmó en marzo de 2007 que el ciclón tocó tierra como un ciclón de categoría 5. Se informó una velocidad del viento promedio de 10 minutos de 108 nudos (200 km/h; 124 mph) en Innisfail durante el aterrizaje, teóricamente correspondiente a vientos sostenidos de 1 minuto de 125 nudos (232 km/h; 144 mph), y viento máximo ráfagas generalmente consistentes con una tormenta de categoría 5 de escala de huracanes de Saffir-Simpson.
A la 1 a. m., hora estándar del este de Australia, el 21 de marzo, Larry fue degradado a un sistema de baja presión tropical a medida que avanzaba hacia el interior. El ciclón extratropical Larry fue rastreado aún más a medida que avanzaba hacia el oeste de Queensland al norte del monte Isa. La corta vida de Larry como ciclón se atribuye a su velocidad; el sistema se movió muy rápidamente sobre el Mar de Coral y se disipó casi 24 horas después de tocar tierra. El ciclón Larry fue considerado el peor ciclón que azotó la costa de Queensland desde 1931, hasta que fue superado por el ciclón Yasi en 2011; en consecuencia, el nombre "Larry" se retiró el 12 de diciembre de 2006.

## Preparaciones e impactos

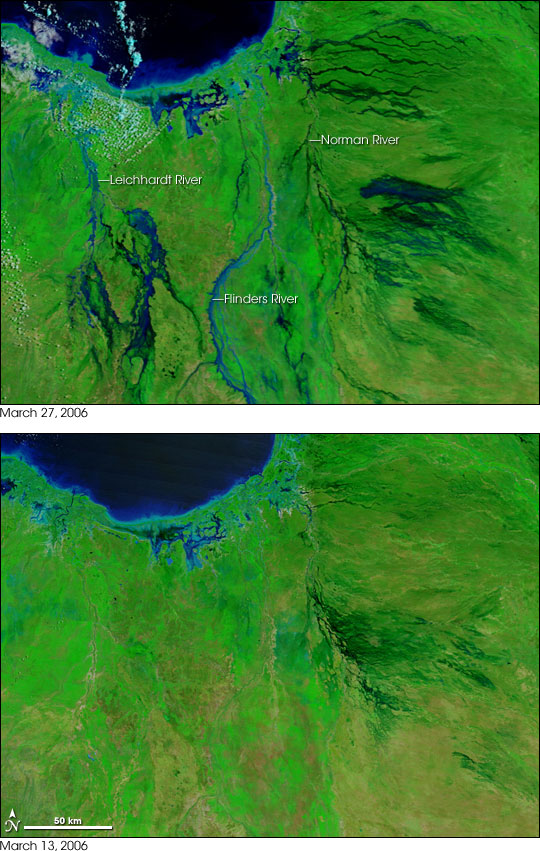
Imagen en falso color que muestra la extensión de las inundaciones en el área alrededor de Normanton y Karumba, Queensland. El verde indica vegetación y el azul indica agua. La imagen superior es dos semanas después de la inferior.

El ciclón Larry fue considerado como el ciclón más poderoso que ha afectado a Queensland en casi un siglo. Según el director ejecutivo de los Servicios de Rescate Contra Desastres del estado de Queensland, Frank Pagano, el ciclón Larry constituyó "el ciclón más devastador que pudimos ver en la costa este de Queensland durante décadas... hubo una gran destrucción". El entonces primer ministro de Queensland, Peter Beattie, declaró a Larry una situación de desastre, comparándola con el ciclón Tracy. dando a los gobiernos locales la autoridad para hacer cumplir las evacuaciones obligatorias. 
Luego, el primer ministro australiano John Howard dijo de Larry, "este ciclón es de una magnitud enorme", y reservó varios helicópteros de carga pesada UH-60 Black Hawk y CH-47 Chinook para los esfuerzos de rescate después del ciclón. También prometió subvenciones de $10,000 a las empresas afectadas por el ciclón.
El Gobierno de Queensland lanzó un fondo de apelación, con una donación inicial de 100.000 dólares; el Commonwealth Bank inicialmente donó $ 50,000 y luego aumentó su contribución a $1 millón después de examinar la devastación. El primer ministro Beattie pidió "a todos que profundicen y ayuden a las personas que han sufrido la devastación provocada por el ciclón".
El aeropuerto y el puerto de Cairns se cerraron y todos los vuelos se suspendieron. Innisfail, donde Larry tocó tierra, sufrió graves daños. En Babinda, 30 kilómetros (19 millas) al norte de Innisfail, hasta el 80% de los edificios resultaron dañados. La industria bananera de la región, que emplea hasta 6,000 personas, sufrió pérdidas extremas de cultivos, lo que representa más del 80% de la cosecha total de banano de Australia. Atherton Tablelands también recibió una gran cantidad de daños por el ciclón Larry, con daños en los edificios e importantes interrupciones en los servicios de energía, agua y teléfono.
Otras ciudades que sufrieron daños fueron Silkwood (99% de las viviendas dañadas), Kurrimine Beach (30% de las viviendas dañadas) y Mission Beach (30% de las viviendas dañadas). Cairns, la ciudad más grande de la región afectada por el ciclón, sufrió daños estructurales menores, principalmente en cables eléctricos caídos y casas dañadas por árboles caídos en toda la ciudad. Aviones ligeros volcaron en el aeropuerto de Cairns.
Un estudio de daños de edificios en la región de Innisfail concluyó que la mayoría de las casas contemporáneas permanecieron estructuralmente intactas, aunque muchas puertas enrollables fueron destruidas. El informe señaló que las estructuras deberían haber podido resistir el ciclón, ya que los vientos que impactaban los edificios estaban por debajo del umbral requerido para cumplir con los estándares de construcción de la región. Los edificios construidos antes de la introducción de estándares de clasificación de ciclones más altos sufrieron comparativamente más daños. En total, 10.000 viviendas resultaron dañadas. Los informes preliminares estiman que el costo de pérdidas y daños a las instalaciones domésticas y comerciales superará los 500 millones de dólares.
Después de tocar tierra, el ciclón tropical Larry se movió sobre el noroeste de Queensland del 22 al 23 de marzo de 2006, con fuertes lluvias en toda la región. La estación de Gereta, al norte del monte Isa, registró 583 mm de lluvia en las 48 horas hasta las 9 de la mañana del 23 de marzo de 2006. Se informó de fuertes inundaciones a lo largo del río Leichhardt aguas abajo, lo que provocó la inundación de algunas propiedades ganaderas.

## Sucesos

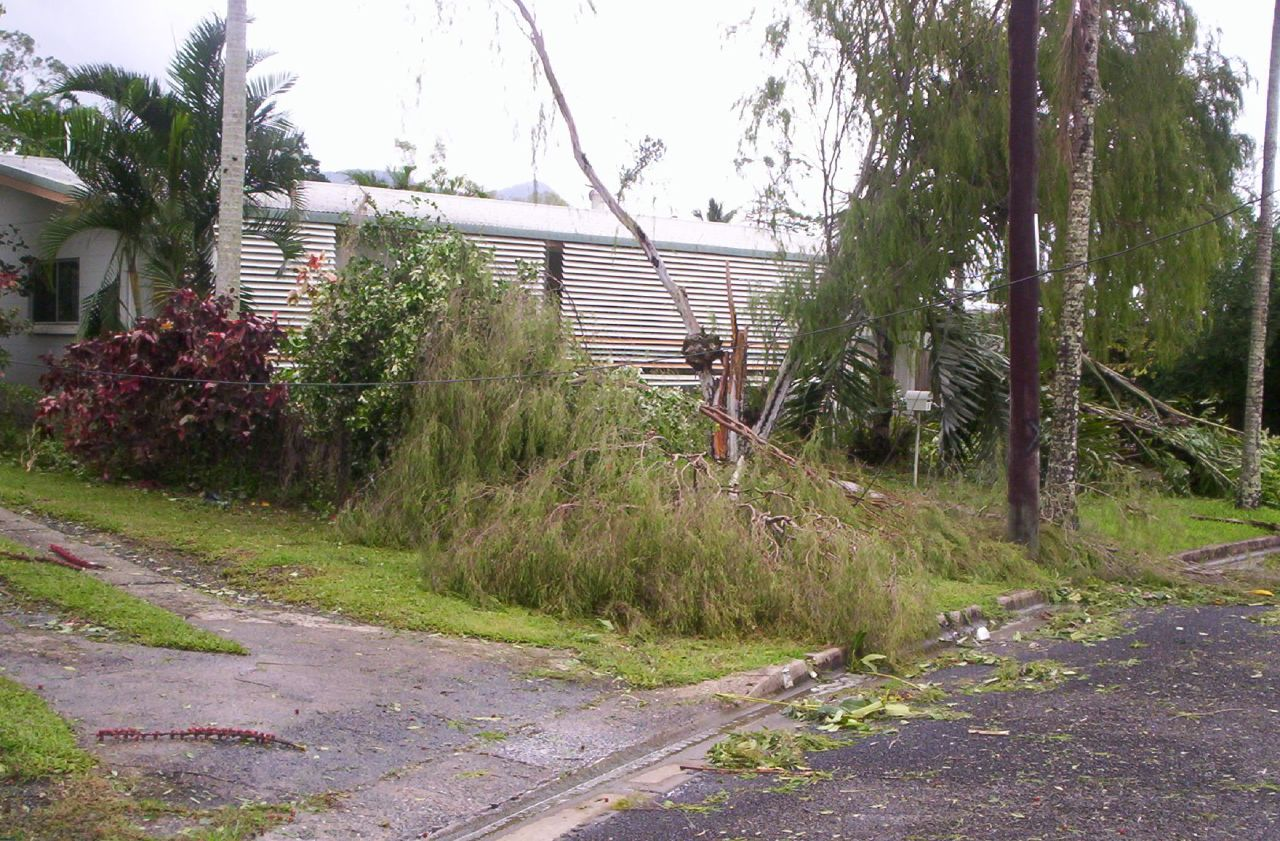
Foto tomada por un residente en Edmonton, un suburbio exterior de Cairns después de la tormenta, el 20 de marzo de 2006

El ciclón Larry causó daños extensos y persistentes a la selva tropical natural de la región. Normalmente resistente a las altas velocidades del viento de los ciclones anteriores, la fuerza de Larry arrancó varios cientos de miles de acres de hojas. Una gran cantidad de los principales árboles del dosel superior de ND fueron derribados o rotos. muchos árboles despojados y dañados incapaces de resistir una variedad de plagas tropicales provocaron una segunda ola de muertes en los meses siguientes. El bosque de la región, famoso por ser un bosque pálido similar al Amazonas, se redujo en altura total.
El 27 de marzo, el gobernador general de Australia, Michael Jeffery, visitó la zona varios días después de la recuperación. Vio la devastación desde el aire y también se reunió con grupos de personas en el suelo.

### Fuerza de Defensa Australiana
Unas horas después de los efectos inmediatos del ciclón, la Fuerza de Defensa Australiana envió elementos de la 3.ª Brigada con sede en Townsville y el 51.º Batallón, el Regimiento Far North Queensland, la Armada Real Australiana y la Real Fuerza Aérea Australiana con sede en Townsville, incluidos seis Black Hawk helicópteros, tres helicópteros Iroquois, un helicóptero Chinook, un helicóptero Seahawk, tres lanchas de desembarco clase Balikpapan de la Armada, dos aviones Caribou, dos Hércules C-130 y varios vehículos 4WD anfibios LARC-V.
Un Batallón de Apoyo de Servicios de Combate coordinó el apoyo de emergencia en Innisfail Showgrounds, brindando atención médica, asesoramiento ambiental, alimentos frescos y agua purificada (además de pruebas de suministros locales), lonas, baños y duchas, y hasta 500 camas.
El área de entrenamiento de Cowley Beach, cerca del puerto de Mourilyan, a 25 kilómetros (16 millas) al sur de Innisfail, se vio significativamente afectada por el ciclón y, por lo tanto, su uso como base por parte de los equipos de recuperación fue limitado.

### Servicio de Bomberos Rurales de QLD (Grupo Thuringowa)

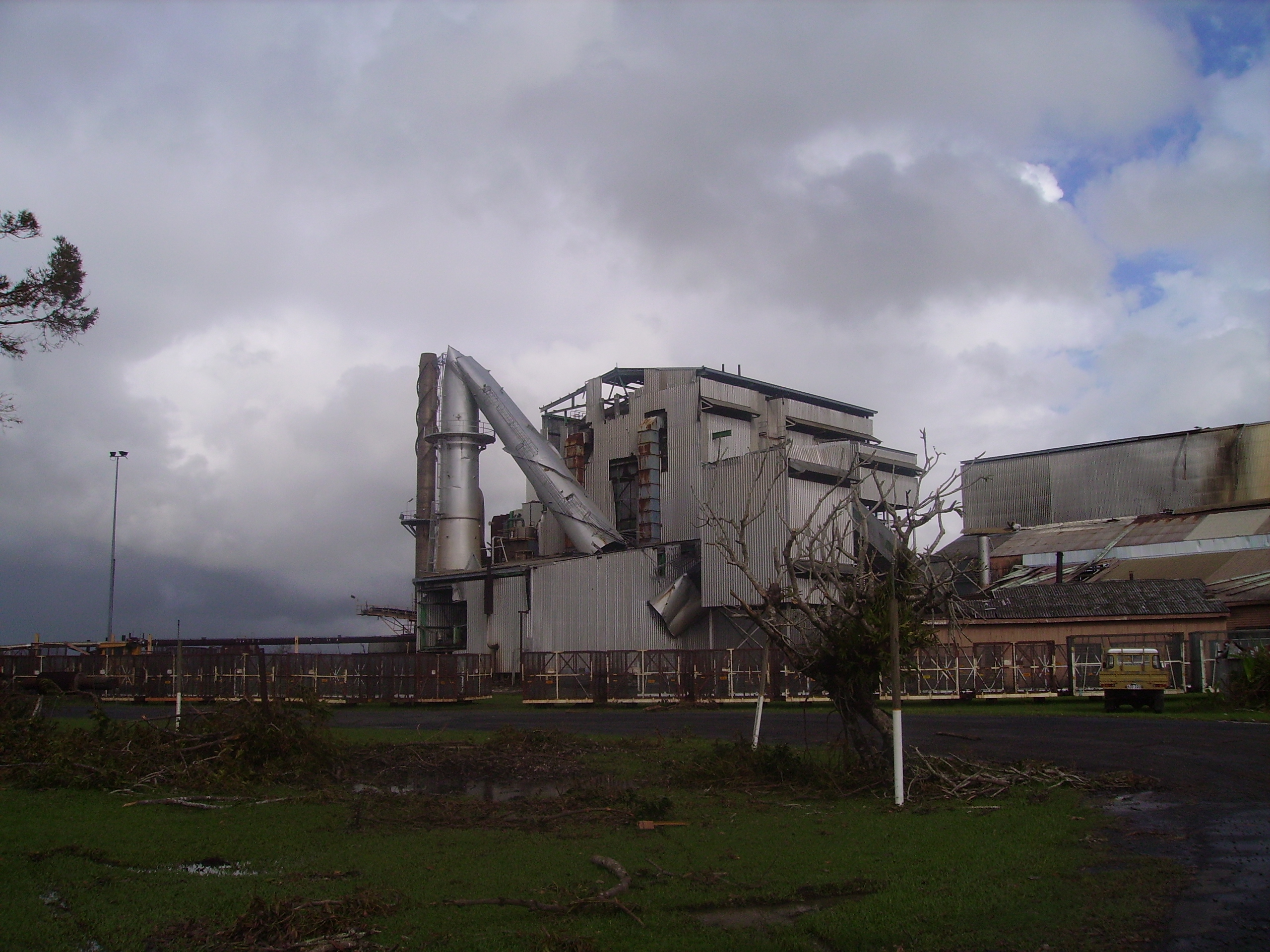
El ingenio azucarero Mourilyan después del ciclón

Los voluntarios de la Brigada de Bomberos Rurales del Grupo Thuringowa respondieron inmediatamente después del impacto del ciclón. El grupo de trabajo de voluntarios de incendios rurales estableció un puesto de mando en East Palmerston, que estuvo en el lugar durante varias semanas. Una Unidad de Apoyo de Emergencia recién adquirida se preparó rápidamente para operaciones de socorro en casos de desastre. Esta unidad tuvo que venderse antes de que STC Yasi golpeara la costa norte de QLD; sin embargo, el Servicio de Bomberos Rural y QLD Fire & Rescue habían perfeccionado sus habilidades de gestión de incidentes y junto con el LDMG en Townsville, se aseguró de que la respuesta de emergencia durante y después del ciclón fuera adecuada y apropiada.

### Liderazgo del general Peter Cosgrove

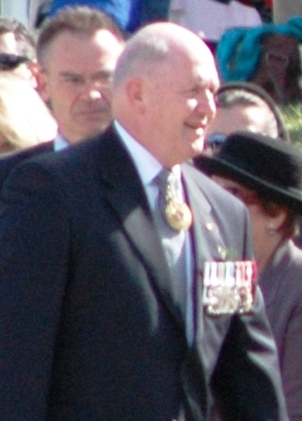
El general Peter Cosgrove, jefe de Cyclone Larry Taskforce, tomado en 2008 en Canberra.

El exjefe de las Fuerzas de Defensa, el general Peter Cosgrove, se hizo cargo de los esfuerzos de recuperación y dirigía las actividades desde Innisfail el 24 de marzo de 2006. Pidió una evaluación económica por parte de los gobiernos estatal y federal y especificó una moratoria sobre los pagos de la deuda de las empresas para bancos por 3 meses.

### Comerciantes y prisioneros
Cerca de 150 comerciantes de toda Australia llegaron a Innisfail alrededor del 26 de marzo y trabajaron para reabrir escuelas y otros edificios públicos y para hacer habitables las viviendas privadas.
El gobierno de Queensland también investigó cuántos prisioneros de confianza podrían organizarse para las bandas de trabajo.

### Alojamiento
Los medios de comunicación informaron que los agentes de alquiler estaban trabajando para encontrar alojamiento para las personas desplazadas, después de que el ya reducido mercado de alojamiento se vio agravado por los graves daños causados a las viviendas en las zonas afectadas. Muchos inquilinos y propietarios de viviendas gravemente dañadas tenían pocas posibilidades de encontrar alojamiento en la zona, y se esperaba que muchos se mudaran a Cairns durante varios meses. Muchas personas se refugiaron en los ayuntamientos mientras las fuerzas de defensa construían alojamientos temporales adicionales.

### Escasez de plátanos
El ciclón destruyó entre el 80% y el 90% de la cosecha de plátano de Australia. Australia está relativamente libre de plagas y enfermedades del banano y, por lo tanto, no permite la importación de bananos. Los plátanos escasearon en toda Australia durante el resto de 2006, lo que aumentó los precios en todo el país entre un 400% y un 500%.